# Bolonchén de Rejón
Bolonchén (antes llamado Bolonchenticul), oficialmente se denomina Bolonchén de Rejón en memoria de Manuel Crescencio Rejón, destacado abogado constitucionalista nacido en esta localidad. Es una población del estado mexicano de Campeche, localizado a 120 kilómetros al oeste de la ciudad de San Francisco de Campeche, capital del estado, perteneciente al municipio de Hopelchén. Tiene la categoría político-administrativa de junta municipal del municipio de Hopelchén.
Según el Censo de Población y Vivienda 2010 (INEGI) tenía una población de 3.975 habitantes.
Bolonchén de Rejón es el centro de población principal del ejido Bolonchenticul, un núcleo agrario inscrito en el Registro Agrario Nacional con clave única 0414109621596846, con una superficie de 15,068 hectáreas. El ejido tiene además una ampliación ubicada en el municipio de Calakmul con una extensión de 73,688 hectáreas. Estas tierras tienen restricciones al uso del suelo y los recursos naturales que prohíben cualquier clase de construcción y excluyen todo tipo de aprovechamiento agrícola, ganadero o forestal, en virtud de los decretos de la Reserva de la Biosfera Calakmul (federal; Diario Oficial de la Federación 23 de mayo de 1989), la Zona Sujeta a Conservación Ecológica Balam-Kú (estatal, decreto del 14 de agosto de 2003), y el Programa de Ordenamiento Ecológico de Calakmul (municipal, decreto del 19 de septiembre de 2012).

## Toponimia
El nombre, Bolonchén, significa Nueve pozos en idioma maya.

## Datos históricos

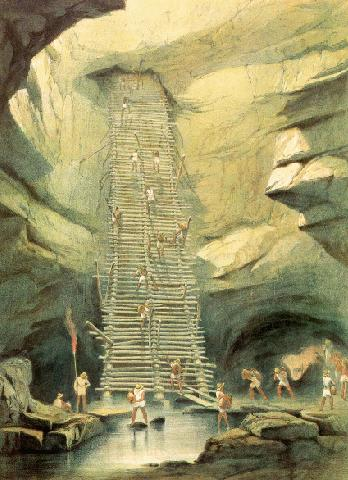
Cenote de Bolonchén, Campeche, ilustración de 1844 por Frederick Catherwood.

Bolonchén fue un importante asentamiento de la cultura maya, las ruinas de la antigua ciudad se encuentra al norte de la actual población; sin embargo, muchos de los antiguos edificios fueron desmantelados durante los siglos XVI a XIX para reutilizar sus piedras en construcciones modernas. Aun así, han sobrevivido varios edificios cubiertos de jeroglíficos. A corta distancia de Bolonchén se encuentran las Cuevas de Xtacunbilxunan.
Las ruinas de Bolonchén (el cenote en lo particular fue objeto de una famosa litografía realizada por Frederick Catherwood, publicada en Londres, en 1844) y las cuevas de Xtacunbilxunan fueron visitadas por el investigador John Lloyd Stephens (acompañado por Catherwood) a inicios de la década de 1840, pero no realizó investigaciones mayores en ambos sitios, que fueron hechas hasta 1973 por Eric von Euw.
En Bolonchén nació Olegario Molina Solís, dos veces gobernador de Yucatán y titular de la Secretaría de Fomento en el gobierno de Porfirio Díaz.
Otro personaje de Bolonchén fue Adolfo González Salazar, que aunque oriundo de Bécal, Calkiní, fue presidente municipal de esta población y bajo su administración se construyeron edificios importantes que hasta la fecha sirven a la población, tales como el palacio municipal, el mercado municipal, la escuela primaria, el parque principal con el busto de Manuel Crescencio García Rejón.